# Global Information Assurance Certification
Global Information Assurance Certification (GIAC) est une entité de certification sur la sécurité d'information  spécialisé dans la certification technique et pratique aussi bien que la nouvelle recherche sous forme de programme d'or GIAC. Fondée en 1999 par SANS Institute,le terme GIAC est  une Marque déposée par The Escal Institute of Advanced Technologies.Le 18 juin 2012, GIAC prétend avoir accordé dans le monde entier 42.663 certifications

## Certification SANS GIAC

### Administration De Sécurité
| Code  | Noms                                              | Statut                                      |
| ----- | ------------------------------------------------- | ------------------------------------------- |
| GISF  | GIAC Information Sécurité Fondamentale            |                                             |
| GSEC  | GIAC Security Essentials Certification            |                                             |
| GPPA  | GIAC Certified Perimeter Protection Analyst       | Autrefois GCFW (Certified Firewall Analyst) |
| GCIA  | GIAC Certified Intrusion Analyst                  |                                             |
| GCIH  | GIAC Certified Incident Handler                   |                                             |
| GCUX  | GIAC Certified UNIX Security Administrator        |                                             |
| GCWN  | GIAC Certified Windows Security Administrator     |                                             |
| GCED  | GIAC Certified Enterprise Defender                |                                             |
| GPEN  | GIAC Penetration Tester                           |                                             |
| GWAPT | GIAC Certified Web Application Penetration Tester |                                             |
| GAWN  | GIAC Assessing Wireless Networks                  |                                             |
| GSIP  | GIAC Secure Internet Presence                     | Retiré                                      |
| GSOC  | GIAC Securing Oracle Certification                | Retiré                                      |

### Audit
| Code  | Noms                                | Statut |
| ----- | ----------------------------------- | ------ |
| G7799 | GIAC Spécialiste Certifié ISO-17799 |        |
| GSNA  | GIAC Auditeur systèmes et réseau    |        |
| GSAE  | GIAC Sécurité de base d'audit       | Retiré |

### Gestion
| Code  | Noms                                            | Statut |
| ----- | ----------------------------------------------- | ------ |
| G2700 | GIAC Spécialiste certifié ISO-27000             |        |
| GISP  | GIAC Professionnel De Sécurité De l'Information |        |
| GSLC  | GIAC Leadership en Sécurité et Certification    |        |
| GCPM  | GIAC Chef de projet Certifié                    |        |
| GCSC  | GIAC Consultant en matière de Sécurité Certifié | Retiré |

### Opérations
| Code | Noms                                   | Statut |
| ---- | -------------------------------------- | ------ |
| GOEC | GIAC Certification Opérations de bases | Retiré |

### Sécurité logiciel et/ou Codage sécurisé
| Code      | Noms                                 | Statut |
| --------- | ------------------------------------ | ------ |
| GNET      | GIAC .Net                            | Retiré |
| GSSP C    | GIAC Secure Software Programmer C    | Retiré |
| SSP Java  | GIAC Secure Software Programmer Java |        |
| GSSP .NET | GIAC Secure Software Programmer .NET |        |

### barreau
| Code | Noms                                       | Statut |
| ---- | ------------------------------------------ | ------ |
| GCFE | GIAC Certified Forensic Examiner           |        |
| GCFA | GIAC Certified Forensic Analyst            |        |
| GREM | GIAC Certified Reverse Engineering Malware |        |
| GNFA | GIAC Certified Network Forensic Analyst    |        |

### Legal
| Code | Noms              | Statut |
| ---- | ----------------- | ------ |
| GLEG | GIAC Legal Issues |        |

### Expertises
| Code           | Noms                               | Statut |
| -------------- | ---------------------------------- | ------ |
| GSE            | GIAC Security Expert               |        |
| GSE-Malware    | GIAC Security Expert in Malware    |        |
| GSE-Compliance | GIAC Security Expert in Compliance |        |